# Victoriano Sánchez Arminio
Victoriano Sánchez Arminio (* 26. Juni 1942 in Santander; † 21. Mai 2023 ebenda) war ein spanischer Fußballschiedsrichter.

## Sportlicher Werdegang
Nachdem Sánchez Arminio bereits seit Anfang der 1970er Jahre Ligaspiele der Segunda División gleitet hatte, debütierte er während der Spielzeit 1976/77 in der Primera División und avancierte in der Folge zu einem der führenden Spielleiter im spanischen Männerfußball. Entsprechend wurde er mehrfach mit der Leitung von Finalspielen der Copa del Rey betraut. Erstmals stand er dabei im Wettbewerb um die Copa del Rey 1981/82 gemeinsam mit Real Madrid und Sporting Gijón auf dem Spielfeld, das der Hauptstadtklub mit 2:1 für sich entschied. Im Wettbewerb 1985/86 leitete er das von Real Saragossa gegen den FC Barcelona gewonnene Finalspiel und zum Abschluss der aktive Laufbahn wurde im Wettbewerb 1988/89 pfiff er das von Real Madrid gegen Real Valladolid gewonnene Endspiel.
Auch auf internationaler Ebene kam Sánchez Arminio regelmäßig zum Einsatz, sowohl im Europapokal als auch bei der Leitung von Länderspielen. Dabei wurde er 1980 auf die FIFA-Schiedsrichterliste aufgenommen und pfiff im Folgejahr mit dem Aufeinandertreffen von Frankreich und Belgien im Rahmen der Qualifikation zur Weltmeisterschaft 1982 sein erstes Länderspiel. Bis 1987 kam er dabei in neun Spielen zum Einsatz, Pflichtspieleinsätze beschränkten sich auf die Qualifikationsspiele zu Endrundenturnieren. Im Europapokal kam Sánchez Arminio hingegen zu Endspielehren, als er im Wettbewerb um den UEFA-Pokal 1988/89 das das 3:3-Remis endende Rückspiel im Stuttgarter Neckarstadion zwischen dem VfB Stuttgart und der nach einem 2:1-Hinspielerfolg damit den Titel gewinnenden SSC Neapel rund um Diego Maradona, Alemão und Careca pfiff.